# Зайцев, Степан Иванович (Герой Социалистического Труда)
Степа́н Ива́нович За́йцев (15 сентября 1918, деревня Муняково, Пронский уезд, Рязанская губерния — 11 ноября 2014, Северск, Томская область) — советский инженер-ядерщик, руководитель предприятий атомного комплекса, Герой Социалистического Труда (1966), лауреат Ленинской, Сталинской и двух Государственных премий СССР.

## Биография
Родился в крестьянской семье. Окончил неполную среднюю (семилетнюю) школу, Московский хлопчатобумажный техникум имени Декабрьского вооруженного восстания (1938), МХТИ имени Д. И. Менделеева (1943). С 1943 года трудился инженером-технологом на заводе № 395 Народного комиссариата химической промышленности СССР (Электросталь Московской области).
С 1945 года — работа в Управлении Народного комиссариата государственной безопасности СССР по Москве. С 1946 года — в Специальном конструкторском бюро № 1 (СКБ-1) Миннефтепрома СССР (Москва). С 1947 года — в системе атомной промышленности: начальник смены, технолог в химическом отделении и исполняющий обязанности начальника цеха на Государственном ордена Ленина заводе № 12 Министерства боеприпасов СССР в Электростали. С 1948 года — начальник цеха Чепецкого механического завода в Глазове Удмуртской АССР, с 1952 года — главный инженер, с октября 1956 года — директор этого завода. В 1960—1965 годах — директор предприятия п/я № 135 (комбинат № 815) в Красноярске-26 (ныне это Горно-химический комбинат в Железногорске).
В этот период осуществлялся пуск реакторов типа АДЭ-1 (1961), АДЭ-2 (1964), вступила в строй подземная атомная теплоэнергоцентраль (ТЭЦ), с которой впервые в мире тепло напрямую уходило на жилой массив, что позволило решить проблему загрязнения атмосферного воздуха. АДЭ-2 в январе 1964 года стал третьей АЭС в СССР (после Обнинской и Сибирской АЭС). В этом же 1964 году начала работать обогатительная фабрика Железногорского комбината. Теперь плутоний из ОСУБ извлекают непосредственно на ГХК.
В ноябре 1965 года Зайцев назначен на должность генерального директора Сибирского химического комбината (СХК) в городе Томск-7 (ныне Северск) и руководил этим крупнейшим в мире производственным атомным комплексом до мая 1990 года.
Под руководством С. И. Зайцева осуществлялись реконструкция и модернизация технологических производств комбината, разрабатывались и внедрялись передовые наукоёмкие безотходные технологии, на основе которых (наряду с наращиванием объёмов выпуска продукции) решались задачи повышения безопасности этого предприятия. СХК в эти годы не только выполнял государственные оборонные заказы, но и, будучи градообразующим предприятием, обеспечивал программы социально-бытового развития Томска-7.
На комбинате создан замкнутый цикл получения ядерных оружейных материалов, выработки электроэнергии, тепла и наработки обогащённого урана для тепловыделяющих элементов атомных электростанций. Под руководством С. И. Зайцева были построены первые промышленные двухцелевые атомные реакторы (Сибирская АЭС при СХК), которые работали в режиме атомных электростанций и вырабатывали не только плутоний, но и электроэнергию, и тепло. Они явились прообразом будущих мощных электростанций на реакторах типа РБМК.
Собственными силами работников комбината были разработаны безотходные технологии и технологии переработки ранее накопленных радиоактивных отходов, решены важнейшие проблемы потенциально экологически опасного производства.
21 января 1966 года представлен на соискание звания Героя Социалистического Труда решением № 27 заседания бюро Красноярского крайкома КПСС. За успешное выполнение особо важных заданий правительства СССР в области развития атомной промышленности, за создание и внедрение в производство новых видов техники и технологий, Указом Президиума Верховного Совета СССР от 29 июля 1966 года Зайцеву Степану Ивановичу присвоено звание Героя Социалистического Труда с вручением ордена Ленина и золотой медали «Серп и Молот».
При строительстве крупнейшего в СССР Томского нефтехимического комбината близ Северска Зайцев принял активное участие в помощи возведения этого предприятия, развития его транспортной и технологической инфраструктуры. По инициативе руководителя Томской области Е. К. Лигачёва, при настойчивости и деятельном участии С. И. Зайцева был реализован социальный проект «Дальнее тепло» по использованию сбросной теплоэнергии внешнего контура промышленных объектов СХК для отопления жилых домов и предприятий Томска и в качестве теплоносителя для круглогодичного производства овощей на Томском тепличном комбинате в селе Кузовлево.
В период руководства С. И. Зайцева подразделениями СХК проводилось крупномасштабное строительство животноводческих ферм, жилья и культурно-бытовых объектов в районах Томской области, оказывалась регулярная помощь совхозам в проведении сельхозработ.
В мае 1990 года Зайцев по возрасту перешёл на должность инженера-консультанта комбината СХК.
Избирался депутатом Верховного Совета СССР V-го созыва (1958—1962), Томского областного Совета народных депутатов трудящихся (1967—1969), городского Совета г. Томск-7 (1967—1977). Также в разные годы был членом горкомов и обкомов КПСС городов Глазова, Красноярска-26, Томска-7.
Избирался делегатом XXIII и XXIV съездов КПСС.
Последние годы жил в городе Северске.
Член ВКП(б) с 1944 по 1991. Член Томского областного Клуба Героев Социалистического Труда (с 1975).
16 сентября 2013 года в Северске состоялись торжественные чествования 95-летнего юбиляра. Поздравить С. И. Зайцева пришли руководители ОАО «Сибирский химический комбинат», его подразделений и дочерних обществ, а также руководство Томской области, города Северска, Томского политехнического университета, представители общественности, школьники города, бывшие коллеги ветерана, друзья, родные и близкие. Губернатором Томской области юбиляр был награждён орденом «Томская слава», особо отмечено, что это орден с порядковым номером 2. Представители администрации и профсоюза СХК вручили высшую отраслевую награду — орден Росатома «Ефим Павлович Славский».
Умер 11 ноября 2014 года. Прощание состоялось 13 ноября в Северске, в Доме культуры имени Островского.

## Награды и почётные звания
- Золотая звезда «Серп и Молот» Героя Социалистического Труда (29.07.1966)
- два ордена Ленина (1962, 1966)
- орден Октябрьской Революции (1974)
- три ордена Трудового Красного Знамени (1951, 1956, 1958)
- орден Дружбы народов (1990)
- орден Славского (Росатом, 15.09.2013)
- орден «Томская Слава» (Администрация Томской области, 16.09.2013. Орден имеет № 2)[6][7]
- юбилейная медаль «За доблестный труд. В ознаменование 100-летия со дня рождения Владимира Ильича Ленина» (1970)
- медаль «За трудовую доблесть»
- медаль «За доблестный труд в Великой Отечественной войне 1941-1945 гг.» (1946)
- медаль «Ветеран труда» (1990)
- медали СССР
- Ленинская премия (1984)
- Государственная премия СССР (1978)
- Сталинская премия третьей степени (1951) — за усовершенствование технологии производства металлического урана из концентрата и диацетата.
- Сталинская премия третьей степени (1953) — за расчётные и экспериментальные работы по созданию реакторов для производства трития[8]
- Почётный гражданин города Томск-7 — присвоено решением горисполкома № 455 от 1 ноября 1984 года — С. И. Зайцев удостоен этого звания одним из первых.
- Почётный гражданин Томской области — присвоено решением Администрации Томской области № 84-ОЗ от 6 августа 2004 года

## Сочинения
- Зайцев С. И. Сибирский химический комбинат // Неизвестный Северск (сб. ст.). — Томск, 1996.
- Зайцев С. И. Сибирский химический комбинат в моей жизни // О прошлом и настоящем с надеждой на будущее: сб. мемуаров. — Томск, 1998.